# Manoos
Manoos, även kallad Life's for Living, är en indisk melodramfilm på marathi från 1939, regisserad av V. Shantaram. Den släpptes senare i en nyinspelning på hindi med titeln Aadmi. Filmen bygger på en kortare berättelse kallad "Poliskonstapeln". Historien är framtagen av A. Bhaskarrao medan Anant Kanekar stod för manus och dialog. Fotograf var V. Avadhoot och musiken komponerades av Master Krishna Rao, med text av Kanekar. Bland skådespelarna ses Shahu Modak, Shanta Hublikar, Sundara Bai, Ram Marathe och Raja Paranjpe.
Manoos beskrivs som ett "social melodrama" och handlar om en ärlig polismans kärlek till en prostituerad, hans kamp för att ge henne upprättelse och hur de blir avvisade av samhället.

## Handling
Shahu Modak spelar rollen som den ärliga polisen Ganpat, som på sitt skift möter en prostituerad, Maina (Shanta Hublikar). Han räddar henne, när en polisräd genomförs mot sexarbetarna. Under deras påföljande möten blir han kär i henne. Han försöker rehabilitera Maina genom att gifta sig med henne och på så sätt få henne att sluta som prostituerad. Han tar henne till sin mor för att få hennes godkännande, men modern tillåter inte giftermålet. Ganpat börjar dricka och blir alkoholberoende. Maina känner sig skuldmedveten och klarar inte av hånen och de nedsättande kommentarerna. Hon mördar till slut sin elake farbror och vägar att få hjälp från Ganpat, när hon blir gripen.